# Autriche au Concours Eurovision de la chanson 1957
L'Autriche a participé au Concours Eurovision de la chanson 1956 à Francfort-sur-le-Main en Allemagne de l'Ouest. C'est la première fois que l'Autriche participe au concours.
Le pays est représenté par la chanson Wohin, kleines Pony?, interprétée par Bob Martin. Elle termine à la 10e et dernière place avec trois points.